# 瞻对
瞻對（藏語：ལྕགས་མདུད，威利转写：lcags mdud），又名梁茹（或譯呷絨，藏語：ཉག་རོང，威利转写：nyag rong），地處川藏邊界，相當於現在四川甘孜藏族自治州新龙县。

## 地理
清代由川入藏，都由打箭爐(今康定)出關，出關後可分南北兩路到達察木多(今昌都)，再前往西藏。南路由東俄洛向西行，經中渡(今雅江)、理塘、巴塘、江卡、乍丫等地至察木多。這條路線沿途設有臺站、塘舖、汛兵，故駐藏官員、清軍全經此道，因而被稱爲「川藏官道」。北路由東俄洛向西北行，經泰寧(乾寧)、道孚、章谷(爐霍)、甘孜、德格、江達等地至察木多。因沿途未設臺站，官兵不走此道，只有來往貿易之商民行經，因而又稱為「川藏商道」。瞻對北接甘孜、章谷；南連理塘、雅江；東界道孚，與明正土司接境；西北抵白玉、德格，與德格土司毗連，正好位於南北兩條大道之間。「由瞻對北出石門坎、仁達溝，可扼北路商道之咽喉；南下雄辣山，可盡控理塘、雅江一帶官道」，其地理位置是川藏的鎖鑰，控制了清朝對西藏的交通，因此清朝要經營西藏就要先控制瞻對。

## 歷史
瞻對在唐朝時屬於吐蕃，宋、元時由藏人管轄，明朝時屬於烏斯藏。清初設立土司，在土司互相兼併後，剩下上、中、下三個土司，稱為「三瞻」。清雍正六年(公元1728年)設立上瞻對長官司與下瞻對安撫司；乾隆十年(1745年)設立中瞻對長官司。乾隆十一年，瞻對之戰結束，下瞻對土司班滾詐死逃走，清軍告捷。道光二十八年（1848年）發生波日·工布朗結之亂，後來道員史致康率清軍拖延不前，同治四年（1865年）由藏兵平定此次民變，藏人因此索償兵費十六萬兩，四川總督駱秉章遞史致康稟，奏請用地補償，達賴喇嘛任命梁茹基巧（即「瞻對總管」）管轄。清宣統三年（1912年）改土歸流，設瞻對委員。民國成立，改設懷柔縣。民國五年（1916年）四月改名瞻化縣。解放軍入藏後，1952年改名新龍縣。1955年10月属四川省甘孜藏族自治州至今。

## 相關文藝作品
藏族作家阿來以瞻對歷史為背景，寫成歷史小說《瞻對：終於融化的鐵疙瘩！一個兩百年的康巴傳奇》，有正體字與簡體字版。